# 海岸線のパラドックス
海岸線のパラドックス（かいがんせんのパラドックス）とは、陸域の海岸線の長さは一意に定まらない（Well-definedな定義を持たない）、という反直観的な見解。これは海岸線がフラクタル的性質、すなわち海岸線が一般にフラクタル次元を持つ（これにより長さの概念が実質的に適用不可能になる）ことに由来する。この現象はルイス・F・リチャードソンが初めて示し、ブノワ・マンデルブロにより拡張された。
測定された海岸線の長さは、それを測定する方法と地図の総描（簡略化）の程度によって変わってくる。陸上には数百キロメートルからミリメートル単位まで、あらゆるスケールの地物があるため、測定にあたって考慮すべき最小の地物はなく、したがってただ一つの正しい外周線は存在しない。最小の地物の大きさについての前提により、様々な近似値が存在する。
この問題は、他のより単純な線長の測定とは根本的に異なる。たとえば理想的な真っ直ぐの金属棒の長さであれば、測定器具を使って、ある量よりも小さく別の量よりも大きいと定義することで、一定の不確かさの下で正確に測定できる。測定器具の精度が高ければ高いほど、結果は線の実際の長さに近くなる。しかし海岸線を測定する場合、測定値が増えても結果の精度が上がらず、値が増大していくという問題が生じる。金属棒とは異なり、海岸線の長さの最大値を得る方法はない。

## 数学的説明
長さの基本概念はユークリッド距離に由来する。ユークリッド幾何学では、直線は2点間の最短距離を表す。 この線はただ1つの長さを持つ。球面上では、これは大円距離に置き換えられる。大円距離は、両方の端点と球の中心を含む平面上にある球面の曲線に沿って測定される。弧長はより複雑だが計算可能である。定規で測定する場合、図のように点を結ぶ直線の合計を求めることで曲線の長さを近似できる。
数本の直線を使用して曲線の線長を近似すると、実際の長さよりも短い近似値が導かれる。より短い（より多数の）線を用いると、合計は曲線の実際の長さに近づいていく。この長さの正確な値は微積分を使って見つけることができる。下のアニメーションは、滑らかな曲線に正確な長さを割り当てる方法を示している。
ただし、この方法ですべての曲線を測定できるわけではない。フラクタルは、定義上、複雑さが測定スケールによって変化する曲線である。 滑らかな曲線の近似値は、測定精度が上がるにつれて単一の値に収束する傾向があるが、フラクタルの測定値は収束しない。
 
フラクタル曲線の長さは常に無限大に発散するため、無限またはほぼ無限の分解能で海岸線を測定する場合、海岸線の長さは無限大になる。ただし、この図は空間が無限小の部分に分割できるという仮定に基づいている。ユークリッド幾何学の根底にあり、測定において有用なモデルとしての役割を果たすこの仮定的真理値は、哲学的推論の産物であり、原子レベル（およそナノメートルのスケール）の「空間」と「距離」の変化する現実を反映するかは分からない 。たとえば、原子よりも桁違いに小さいプランク長が、宇宙にありうる最小の測定可能単位として提案されている。
海岸線はマンデルブロ集合のような理想的フラクタルよりも不明確である。前者は統計的にランダムにパターンを生み出す様々な自然界の出来事によって形成されるのに対し、後者は単純かつ定型の配列を反復することで生成されるためである。

## 適用可能性
実際には、無限フラクタルの概念は海岸線には適用できない。（測定回数が増加する）より正確な測定器具を使用すると、他の実際的な測定上の問題が生じる。
- 海は絶えず動いており、固定された「海岸線」は存在しない。
- 測定の間に海の動きを止めることができたとしても、河口に関して海岸線がどこにあるかを（恣意的な決定なしに）定義する方法はない。
- 川の問題が克服されたとしても、土地と水の間の境界を決定することはやはり不可能である。
- たとえその定義が合意されたとしても、測定の精度を極限まで高めると、原子の境界を測定する問題（最終的には定義された境界を持たない） が生じる。